# La Reine de Biarritz
Pour plus de détails, voir Fiche technique et Distribution.
La Reine de Biarritz est un film français réalisé par Jean Toulout, sorti en 1934.

## Synopsis
Elenita de Sierra Mirador est la coqueluche de Biarritz et fait tourner les têtes. Mais, surveillée par sa mère, elle reste auprès de son mari.

## Fiche technique
- Titre : La Reine de Biarritz
- Réalisation : Jean Toulout
- Scénario : Jean Toulout, d'après la pièce de Romain Coolus et Maurice Hennequin
- Photographie : Marcel Lucien
- Décors : Jean d'Eaubonne
- Musique : Germaine Raynal et Pierre Vellones
- Production : C.F.D.C.
- Format :  Noir et blanc - 35 mm - Son mono
- Pays d'origine :  France
- Durée : 80 minutes
- Date de sortie : 20 décembre 1934

## Distribution
- Alice Field : Elenita
- Léon Bélières : Ramondin
- André Burgère : Gaston Melville
- Marguerite Moreno : la mère
- Renée Devilder : Marguerite Charencel
- Arlette Dubreuil : Denise
- Jean Dax : Charencel
- Henry Bonvallet : le comte Bolinsky
- Raoul Marco : Esteban
- Jackie Maud : la fleuriste
- Pierre Moreno : Prosper
- Jean Toulout